# Дом Марка Твена
Дом-музей Марка Твена — дом в Хартфорде (Коннектикут), где в 1874—1891 годах проживал известный американский писатель Марк Твен.
Трёхэтажный дом с 19 комнатами был построен в 1874 году в викторианском стиле. Внутренняя отделка дома была выполнена фирмой Tiffany & Wheeler в 1881 году. Проживая в нём, писатель написал такие произведения как «Приключения Тома Сойера», «Приключения Гекльберри Финна», «Янки из Коннектикута при дворе короля Артура», «Принц и нищий» и др.
В 1891 году материальные проблемы заставили писателя переехать в Европу. В 1900 году он возвратился, но жил уже в доме в Реддинге. После смерти Марка Твена дом в Хартфорде был жилым домом, школой и библиотекой.
В 1962 году дом был признан национальным историческим памятником США.

Дом Марка Твена
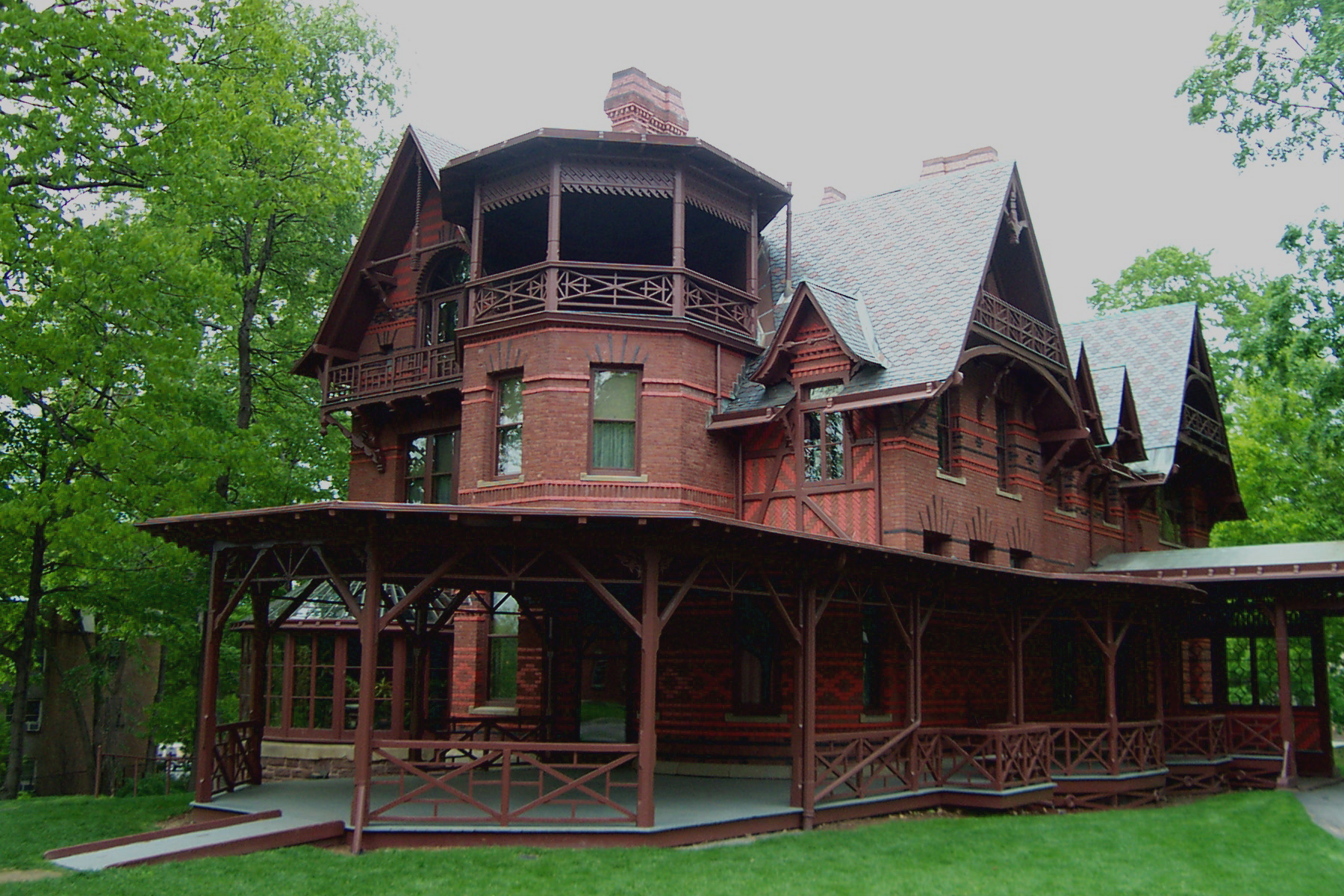
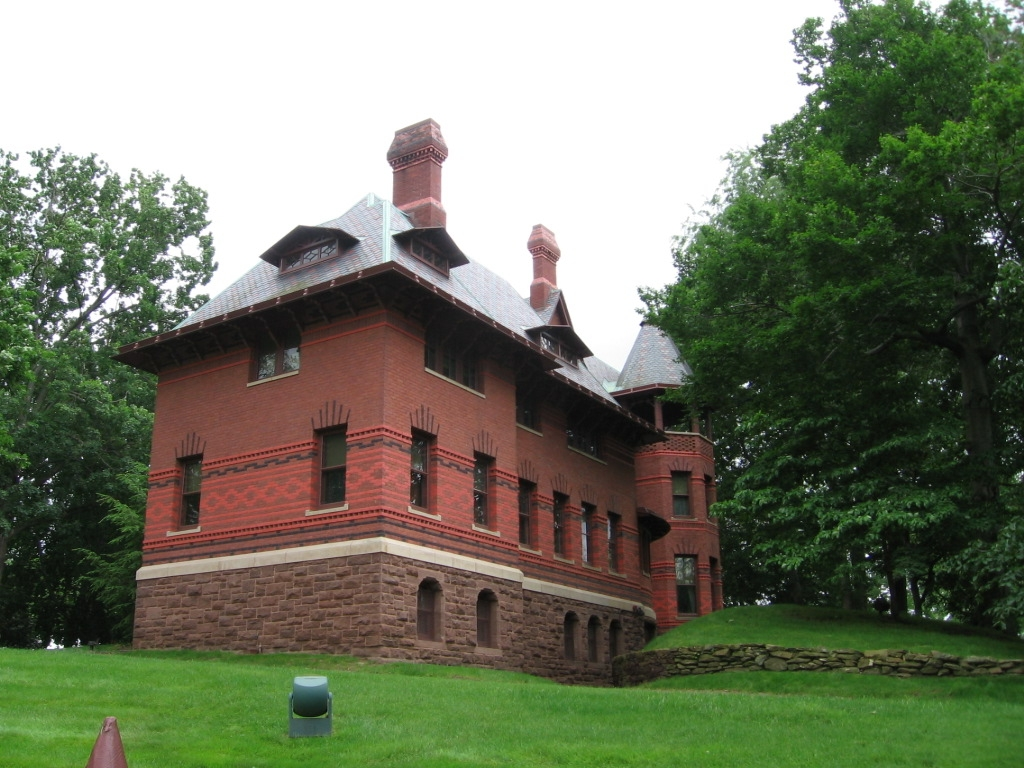